# ثورة تشوكيساكا
ثورة تشوكيساكا كانت انتفاضة شعبية في 25 مايو 1809 ضد حاكم ومراقب تشوكيساكا (اليوم سوكري، بوليفيا)، رامون غارسيا ليون دي بيزارو. قامت الجماهير، بدعم من جامعة القديس فرانسيس كزافييه، بإسقاط الحاكم وشكلت المجلس العسكري. تُعرف الثورة في بوليفيا باسم «الصرخة الأولى من أجل الحرية» (بالإسبانية: Primer grito libertario)‏ ، أي الخطوة الأولى في حروب الاستقلال الإسبانية الأمريكية؛ لكن المؤرخين يجادلون فيما إذا كان هذا الوصف دقيقًا أم لا.

## الأسباب
على الرغم من مرور ما يقرب من 30 عامًا، إلا أن ثورات السكان الأصليين بقيادة توباك أماري الثاني وتوماس كاتاري، وقمعهم العنيف، لا تزال في الذاكرة. تراوحت تلك الثورات من جنوب كولومبيا الحديثة إلى شمال الأرجنتين وتشيلي.
كان هناك قلق كبير بشأن التطورات الأخيرة في إسبانيا. غزت القوات الفرنسية بقيادة نابليون أجزاء كثيرة من البلاد وأسرت الملك الإسباني فيرناندو السابع، واستبدله بالفرنسي جوزيف بونابرت، شقيق نابليون. من دون سلطة ملك يقودهم، أنشأت المقاومة الإسبانية الحكومة العسكرية.

## تطورات
أثار خبر سقوط فيرناندو في إسبانيا قلقًا كبيرًا في المدينة، وفي جامعة تشوكيساكا كانت هناك نقاشات مهمة حول شرعية الحكومة. أوضح برناردو دي مونتيجودو فكرة عززت حق تقرير المصير، والتي عُرفت لاحقًا باسم «القياس في تشوكيساكا» وذكرت ما يلي:
| « | هل نتبع مصير إسبانيا أم نقاوم في الأمريكتين؟ جزر الهند هي مجال شخصي لملك إسبانيا. الملك غير قادر على الحكم. لذلك، يجب أن تحكم جزر الهند نفسها. | » |

كان المجلس العسكري، الموالي في البداية للملك، مبررًا للاشتباه في أن غارسيا ليون دي بيزارو خطط لتسليم البلاد إلى الأميرة كارلوتا جواكينا، زوجة الأمير ريجنت جون من البرتغال والبرازيل، ولكن منذ البداية قدمت الثورة إطار عمل لأعمال الانفصاليين الذين نشروا التمرد في لاباز، حيث تم تشكيل «المجلس العسكري الحامي» في 16 يوليو. ومن الواضح أن هذا الأخير قطع مع أي سلطة في إسبانيا ومع نائب الملك في ريو دي لا بلاتا. بعد الانتفاضة الثانية الأكثر راديكالية تم قمعها بعنف من قبل جيش أرسله الوالي بالتاسار هيدالغو دي سيسنيروس، فقدت الحركة في تشوكيساكا كل الدعم الخارجي وتم التراجع عنها أخيرًا من قبل القوات المرسلة من ليما من قبل نائب الملك خوسيه فرناندو دي أباسكال في أكتوبر.

## التأريخ
لم تكن هذه الثورة تهدف إلى تغيير ولاء تشوكيساكا للملك، بينما أعلنت ثورة لاباز الاستقلال علانية. اليوم، لا يتفق المؤرخون على ما إذا كانت ثورة تشوكيساكا مدفوعة بالاستقلال أم أنها مجرد نزاع بين مؤيدي فيرناندو السابع وكارلوتا. وبالتالي، هناك خلاف حول ما إذا كانت الثورة الأولى لإعلان الاستقلال في أمريكا الإسبانية هي ثورة تشوكيساكا أم ثورة لاباز. يدعم الباحثان خوان رييس وجينوفيفا لوزا الخيار الأخير، بحجة أنه في تشوكيساكا تم الحفاظ على نظام الحكم الإسباني وأنه لم يدعم الثورة في لاباز،  بينما آخرون مثل تشارلز أرنادي وتيودوسيو إيمانيا وغابرييل رينيه مورينو أو فيليبي بينيا يجادلون بأن ثورة تشوكيساكا دعمت الاستقلال، مشيرين إلى أن المفهوم الفلسفي السياسي لـ«مقياس شوكيساكا» الذي اقترح تقرير المصير كأساس رئيسي لها. أكثر من ذلك، حدد مؤرخون آخرون موقع أول «صرخة تحررية» في الإكوادور بدلاً من بوليفيا، بسبب الثورة التي حدثت في كيتو في أغسطس 1809.

## فهرس
- أرناد، تشارلز و. (1957). ظهور جمهورية بوليفيا. نيويورك: راسل ورسل.

## روابط خارجية
- 25 مايو: 1809 Insurrección en Chuquisaca - 1810 Revolución en Buenos Aires